# Piotr Mazur
Pour les articles homonymes, voir Mazur, en particulier Peter Mazur
Piotr Mazur (né le 2 décembre 1982 à Vancouver au Canada) est un coureur cycliste polonais.

## Palmarès
- 1999
  - 2e étape du Tour de la région de Łódź
  - 3e du Tour de la région de Łódź
- 2000
  -  Champion du monde du contre-la-montre juniors
  - Coupe du monde UCI Juniors
  - Prologue et 2e étape (contre-la-montre) de la Coupe du Président de la Ville de Grudziadz
  - Classement général de la Course de la Paix juniors
  - Tour de l'Abitibi :
    - Classement général
    - 5e étape (contre-la-montre)

  - 1re étape des Deux Jours du Heuvelland
  - 2e du Trofeo Karlsberg
  - 3e de la Coupe du Président de la Ville de Grudziadz
  - 3e du Deux Jours du Heuvelland
- 2002
  - Classique Montréal-Québec Louis Garneau
- 2003
  - Majowy Wyscig Klasyczny - Lublin
  - Yuma North End Classic :
    - Classement général
    - 1re étape
- 2004
  - 2e du Grand Prix des Nations espoirs
  - 3e de la Course de la Solidarité Olympique
- 2005
  -  Champion de Pologne du contre-la-montre
  - Owasco Stage Race :
    - Classement général
    - 1re étape

  - Hamilton Classic
  - 3e du championnat de Pologne sur route
  - 3e du Mazovia Tour
- 2006
  -  Champion de Pologne du contre-la-montre

## Résultats sur les grands tours

### Tour d'Italie
1 participation
- 2006 : abandon (18e étape)